# Hrast oštrika
Hrast oštrika ili prnar (lat. Quercus coccifera) je vrsta hrasta porodice Fagaceae iz roda Quercus. Ova vrsta hrasta traži najviše topline, sunca i jaču sušu od crnike. Hrast oštrika rasprostire se u južnoj Europi, ali i u Aziji, sjevernoj Africi, Siriji i Palestini. Značajna uloga hrasta oštrike je u zaštiti tla od erozije, jer je otporan na brst domaćih životinja i divljači. Osim toga, otporan je
na požare i brzo se obnavlja poslije požara, stvarajući ponovno gusti pokrivač tla. Od crnike se izdvaja niskim grmastim rastom, listovi su mu sitniji i jako tvrdi i kruti, a kapica na žiru je također gusto bodljasta.
U Hrvatskoj je najviše rasprostranjena u južnoj Dalmaciji na dubrovačkoj obali i osobito na otoku Mljetu i Korčuli. Hrast oštrika je zbog svoje rijetkosti i osobitosti od 9. svibnja 1969. zaštićena biljna vrsta u Hrvatskoj.

## Sinonimi
Pod sinonimnim nazivom Quercus calliprinosdobio je i naziv palestinski hrast koji dolazi opet od podvrste istog sinonima koji također nije priznat a nazvan je prema lokalitetu (Palestina). Ostali domaći naziv za ovaj sinonim bili su Hrast omorovac i hrast oštrun.
- Ilex aculeata Garsault nevalidni sinonim
- Quercus aquifolia Kotschy ex A.DC.
- Quercus arcuata Kotschy ex A.DC.
- Quercus brachybalanos Kotschy ex A.DC.
- Quercus calliprinos Webb
- Quercus calliprinos var. arcuata Kotschy ex A.DC.
- Quercus calliprinos var. brachybalanos (Kotschy ex A.DC.) A.DC.
- Quercus calliprinos var. consobrina A.DC.
- Quercus calliprinos var. dipsacina Kotschy
- Quercus calliprinos var. dispar Kotschy
- Quercus calliprinos var. eigii A.Camus
- Quercus calliprinos var. eucalliprinos A.DC.
- Quercus calliprinos var. fenzlii (Kotschy) A.Camus
- Quercus calliprinos var. inops (Kotschy ex A.DC.) A.DC.
- Quercus calliprinos var. integrifolia (Boiss.) A.Camus
- Quercus calliprinos var. leptolepis A.DC.
- Quercus calliprinos var. pachybalanos A.DC.
- Quercus calliprinos var. palaestina (Kotschy) Zohary
- Quercus calliprinos var. palaestrino (Kotschy) Zohary
- Quercus calliprinos var. puberula Zohary
- Quercus calliprinos var. recurvans (Kotschy ex A.DC.) A.Camus
- Quercus calliprinos var. rigida (Willd.) A.DC.
- Quercus calliprinos var. subaquifolia A.Camus
- Quercus calliprinos var. subglobosa Zohary
- Quercus calliprinos var. valida A.DC.
- Quercus chainolepis Kotschy ex A.DC.
- Quercus coccifera var. adpressa Albert
- Quercus coccifera var. brachycarpa Willk.
- Quercus coccifera f. brevicupulata Trab.
- Quercus coccifera f. brevicupulata (Batt. & Trab.) F.M. Vázquez
- Quercus coccifera subsp. calliprinos (Webb) Holmboe
- Quercus coccifera var. calliprinos (Webb) Boiss.
- Quercus coccifera var. corcyrensis Sprenger
- Quercus coccifera f. crassicupulata Trab.
- Quercus coccifera f. crassicupulata (Batt. & Trab.) F.M. Vázquez
- Quercus coccifera subsp. cryptocarpa Svent. & Marcet
- Quercus coccifera f. densispinosa Cout.
- Quercus coccifera f. dolichocarpa (A.Camus) F.M.Vázquez
- Quercus coccifera var. dolichocarpa A.Camus
- Quercus coccifera var. echinata (Trab.) Albert
- Quercus coccifera f. echinata Trab.
- Quercus coccifera f. exserta Cout.
- Quercus coccifera f. imbricata (A.DC.) Trab.
- Quercus coccifera var. imbricata A.DC.
- Quercus coccifera var. integrifolia Boiss.
- Quercus coccifera subsp. kryptocarpa Svent. & Marcet
- Quercus coccifera f. lanceolata Cout.
- Quercus coccifera f. latifolia Trab.
- Quercus coccifera f. laxispinosa Cout.
- Quercus coccifera f. macrocarpa (Cout.) F.M.Vázquez
- Quercus coccifera var. macrocarpa Cout.
- Quercus coccifera subsp. mesto (Boiss.) Nyman
- Quercus coccifera f. microphylla Trab.
- Quercus coccifera var. ortholepis A.Camus
- Quercus coccifera var. palaestina (Kotschy) Boiss.
- Quercus coccifera subsp. palaestina (Kotschy) Holmboe
- Quercus coccifera subsp. pseudococcifera (Desf.) Holmboe
- Quercus coccifera var. pseudococcifera (Desf.) A.DC.
- Quercus coccifera f. puberula Cout.
- Quercus coccifera var. refracta Albert
- Quercus coccifera var. rigida (Willd.) Boiss.
- Quercus coccifera subsp. rivasmartinezii Capelo & J.C.Costa
- Quercus coccifera var. stenocarpa Albert
- Quercus coccifera f. subinclusa Cout.
- Quercus coccifera f. subintegrifolia Cout.
- Quercus coccifera f. tomentosa (A.DC.) Cout.
- Quercus coccifera var. tomentosa A.DC.
- Quercus coccifera var. ubrellifera Sprenger
- Quercus coccifera var. vera A.DC.
- Quercus consobrina Kotschy ex A.DC.
- Quercus cretica Raulin ex A.DC. nevalidni sinonim
- Quercus dipsacina Kotschy ex A.DC.
- Quercus dispar Kotschy ex A.DC.
- Quercus fenzlii Kotschy
- Quercus inops Kotschy ex A.DC.
- Quercus mesto Boiss.
- Quercus palaestina Kotschy
- Quercus pseudococcifera Desf.
- Quercus pseudorigida Kotschy ex A.Camus
- Quercus recurvans Kotschy ex A.DC.
- Quercus rigida Willd.
- Quercus rivasmartinezii (Capelo & J.C.Costa) Capelo & J.C.Costa
- Quercus sibthorpii Kotschy ex Boiss.
- Quercus valida Kotschy ex A.DC.
- Scolodrys rigida (Willd.) Raf.